# Moitas Venda
Moitas Venda es una freguesia portuguesa del concelho de Alcanena (distrito de Santarem), con 6,70 km² de área y 854 habitantes (2011). Densidad de población: 150,0 hab/km².